# Snadný život
Snadný život (v anglickém znění An Easy Life) je filmové drama od režiséra Miloše Makovce. Film měl premiéru 18. října 1957. Vyrobilo jej Filmové studio Barrandov, a distribuce spadala pod Ústřední půjčovnu filmů. Miloš Makovec se snažil čerpat ze života tehdejší mládeže. Jeho pohled ovšem vyvolal polemiky a byl ostře kritizován. V tomto filmu se nacházela nejstarší česká filmová písnička Dáme si do bytu, která byla po zásahu cenzorů vystřižena. Důvodem pro vystřižení bylo „chuligánské“ chování Josefa Zímy a Jiřího Suchého.
Autorem původního námětu je Milena Tobolová, která společně s Jiřím Brdečkou napsala literární scénář. Režii měl Miloš Makovec. Hlavní roli Borise Trojana vytvořil Jiří Papež, který v té době působil v Oblastním divadle v Hradci Králové. Studentku Janu hraje Alena Martinovská, tehdejší členka baletu Národního divadla v Praze, známá z filmu Komedianti. Baletku Dášu představuje Soňa Danielová, tehdejší členka libeňského Divadla S. K. Neumanna, která předtím hrála ve středometrážním filmu Přítel lhář a v Radokově Daleké cestě. Většinu komparsu a episodních rolí ve filmu Snadný život ztvárnili posluchači uměleckých škol.

## Autoři
Námět: Milena Tobolová Pro film zpracovali: Milena Tobolová, Jiří Brdečka. Režie: Miloš Makovec; Asistenti režie: Milada Řeháková, Alena Urbanová; Kamera: Jaroslav Tuzar; Asistenti kamery: Vladimír Řezníček, Miroslav Ondříček; Střih: Jan Kohout; Architekt: Bohuslav Kulič; Kostýmy: Jarmila Romanová; Střih: Jan Kohout; Zvuk: Miloslav Hůrka; Vedoucí výroby: Josef Ouzký; Hudba: Vlastimil Hála; Text písně: Vratislav Blažek; Nahrál: Orchestr Karla Vlacha. Vedoucí výroby: Josef Ouzký; Odborný poradce: dr. Ivo Fišer. Tvůrčí skupina: Feix - Daniel.

## Obsazení
| Jiří Papež                   | student Boris Trojan                       |
| Alena Martinovská            | studentka češtiny Jana                     |
| Soňa Danielová               | Dáša Landová dcera dr.Landy                |
| Ivo Palec                    | student Petr                               |
| Vladimír Menšík              | student Saxon                              |
| Josef Zíma                   | student Michal                             |
| Jana Hálová                  | studentka Máša, Michalova manželka         |
| Miloš Nedbal                 | profesor Sandera, indolog                  |
| Felix le Breux               | dr.Landa, úředník z ministerstva zahraničí |
| Hana Houbová                 | studentka Zdena                            |
| Nelly Gaierová               | Landová, manželka dr.Landy                 |
| Eva Svobodová                | vrátná v koleji paní Karolina              |
| Gabriela Bártlová-Buddeusová | bytná                                      |
| Vítězslav Černý              | opilý tlouštík                             |
| Jarmil Škrdlant              | úředník knihovny                           |
| Georgis Skalenakis           | veselý student                             |
| Jiří Suchý                   | student s basou                            |
| Františka Teuchnerová        | úřednice knihovny                          |

## Příběh
- Obsah:

Český celovečerní umělecký film vypráví příběh ze života pražských vysokoškolských studentů v 60. letech. Odhaluje zákonité ztroskotání života, postaveného na podvodech. Ústřední postava příběhu Boris Trojan, který chce co nejsnazším způsobem dosáhnout kariéry, se zamotává do svých lží stále více, až hradba podvodů povolí. Hlavní hrdina chce všeho dosáhnout nejsnadnější cestou. Získá odbornou anglickou knihu o indické hudební teorii a čerpá z ní při zkouškách a při psaní diplomové práce. Boris má přítele Petra, kterému přebere přítelkyni Janu, ale paralelně udržuje vztah s Dášou, dcerou vlivného doktora Landy. Vše se vyhrotí při konfliktu Borise s Petrem, kvůli Petrově přítelkyni Janě a kvůli podvodům u zkoušek. Boris přemluví Janu do společného podnájmu. Jana je ze začátku okouzlena Borisovými sliby a vědomostmi, ale postupně odhalí jeho pravou tvář. Jednoho dne se Jana setká s Dášou a obě dvě si uvědomí Borisovu faleš. Dáša následně v Borisově podnájmu objeví anglickou odbornou knihu a pochopí, jak se Boris stal odborníkem na danou tematiku, proto uvědomí profesora. Jana se vrátí ke svým přátelům na kolej.
- Děj:

Před vysokoškolskou kolejí zastavuje taxi. Vystupuje z něho Boris Trojan, který se vrací z lyží a loučí se pootevřeným okénkem auta s baletkou Dášou. Nová známost z hor má zatím všechny znaky prudké lásky. Boris, sebevědomý, hezký mladík, si příliš neláme hlavu s další schůzkou. Jakmile za ním zapadnou dveře koleje, je dívka zapomenuta. Borisův spolužák Petr udiveně vítá svého přítele. Domníval se, že Boris má žloutenku, ale ve skutečnosti to bylo jenom falešné potvrzení z nemocnice. Petr Borisovi oznamuje, že následujícího dne má jejich studijní skupina důležitou zkoušku u profesora Sandery z historie indické literatury. Otázek je 26 a Petr se je snaží Borisovi vtlouci do hlavy; Boris se však již po šesté otázce vzdává a je rozhodnut zkoušku riskovat bez učení. Večer přichází za Petrem Jana, studující češtinu, a Boris je ihned zaujat novou dívčí tváří. Je vidět, že Petr s Janou si nejsou lhostejní. Boris dává Petrovi anglickou knihu o počátcích indické hudební teorie, kterou dostal z ciziny, jako náhradu za Petrovu odbornou německou knihu, kterou bez dovolení komusi daroval. Po marné snaze připravit Borise na zkoušku se Petr vzdává a Boris si prohlíží novou knížku. Následujícího dne probíhají zkoušky. Borisovi není příliš lehko, když sedí u stolu a vytahuje si otázky, na které nezná odpověď. Ve snaze nemlčet, si vzpomene na jednu zajímavou část z anglické knížky, přivlastní si autorův názor a směle jej před zkoušejícím rozvíjí. Profesor Sandera je překvapen svým, dosud nedbalým žákem. Při hodnocení zkoušek celé skupiny si vyzvedá Sandera Borisovy hudební rešerše a současně kárá Petra, který se podle jeho názoru špatně na zkoušku připravil Borise vyzývá, aby se problému věnoval dále a zpracoval jej ve své diplomní práci.
Boris se zaplétá do lží; když zjistí, že anglická knížka neexistuje v žádné knihovně a že jediný exemplář v republice daroval Petrovi, je rozhodnut opsat z ní diplomní práci. – Ve studovně universitní knihovny se učí Petr s Janou. Domlouvají si na večer návštěvu kina; Boris si k nim přisedne a dává Janě fialky. Do knihovny přichází studentka Máša a hledá svého manžela Michala. Dostali konečně byt. Jana se jde s nimi na přidělený byt podívat. Skupina studentů pomáhá mladým manželům dát svůj bývaly výčep a obchod s lihovinami do pořádku. Večer se oslavuje. Improvizovaná hudba, tanec a křik naplňují místnost, Jana chce odejít, ale Boris ji zdržuje. Když se dozví, že má Jana s Petrem schůzku, nabídne se, že mu zatelefonuje, aby přišel mezi ně. Telefonování ovšem jenom předstírá a Janě oznamuje, že Petr není doma. Boris Janu doprovází a vyznává jí lásku. Petr je dotčen. Boris mu odloudil Janu a ještě chce podvést profesora Sanderu. Hoši se dostanou do ostrého konfliktu, ale knížku Petr Borisovi vrací. Profesor Sandera představuje Borise dr. Landovi jako odborníka indické hudební teorie. Landa žádá Borise, aby si připravil úvodní slovo, které by přednesl přefilmem o indickém chrámovém tanci, který bude promítán v rámci výstavy, otevřené indickým velvyslanectvím. I k této akci poslouží Borisovi anglická kniha.
Janina spolubydlící Zdenka, která tajně Borise zbožňovala, žárlí. Jana se chce z koleje odstěhovat. Roztržka mezi Borisem a Petrem vrcholí. Boris tvrdí Janě, že nemůže v takovém prostředí studovat, přežene celou záležitost a Jana mu přenechává svůj podnájem, který si našla. Boris má s přednáškou o indickém tanci úspěch. Dr. Landa ho zve k sobě na oslavu úspěšného zahájení výstavy a Boris se znovu setkává s Dášou, která je Landovou dcerou. Brosovi se podaří před Dášou zahrát úlohu toho, který byl opuštěn, a s míří se spolu. Borisovi nikterak nevadí, že se současně stýká s Janou. Dáša je dcera vlivného otce a Boris už vidí svou skvělou budoucnost. Indie, kam se chce dostat, bude pouze odrazovým můstkem. Jana Borise navštěvuje v jeho podnájmu. Začíná pochybovat o pravdivosti Borisových slov a pohádají se. Boris ovšem hádku vyvolal, poněvadž po Janině odchodu očekává Dášu. Jana se vrátí, chce se smířit, ale to už je v Borisově pokoji Dáša. Boris se vymluví na bytnou a po krátkém rozhovoru ve dveřích s Janou odchází. Předstírá, že si jde koupit večeři. Z okna je pozoruje Dáša. Boris Janu uchlácholí a vrací se domů. Dáše pak vysvětluje, že Jana je pouhá známá z koleje. Dáša ví, že je to lež a varuje Borise, aby jí nelhal. Letní semestr končí. Boris odevzdává profesorovi Sanderovi diplomní práci. Jednoho rána dostane Boris pozvání od dr. Landy, aby se dohodli na podmínkách o jeho přijetí. Jana, která byla u Borise přes noc, zůstává po jeho odchodu v pokoji uklízí. Do této situace přichází Borise navštívit Dáša a řekne Janě pravdu o celém způsobu Borisova života. Také ona se cítí podvedena a po Janině odchodu bere anglickou knihu o indické hudbě, které si již dříve všimla a pochopila Borisův podvod. Dáša jí odnese profesorovi Sanderovi a Jana se vrací ke svým přátelům na kolej.

## Lokace natáčení
Snadný život se natáčel v ateliérech Filmového studia Barrandov a v exteriérech v Praze. Exteriéry byly konkrétně situovány na Letnou, Letenských sadů, most Legií, dále do Nového města, Opletalovy ulice, ulice Na Příkopě, Starého Města, Klementina, náměstí Jana Palacha, Filozofické fakulty, Rudolfina, Dětského ostrova a na náplavku u Jiráskova mostu.